# Defiance (Ohio)
Pour les articles homonymes, voir Defiance.
La ville de Defiance est le siège du comté de Defiance, dans l’État de l’Ohio, aux États-Unis. Sa population s’élevait à 16 494 habitants lors du recensement de 2010, estimée à 16 634 habitants en 2019.
Dans la fiction de la série télévisée américaine Scandal, cette ville aurait permis de renverser l'élection présidentielle américaine.

## Géographie
Selon les données du Bureau du recensement des États-Unis, Defiance a une superficie de 28,6 km2 (soit 11 mi2), dont 27,3 km2 (soit 10,5 mi2) en surfaces terrestres et 1,3 km2 (soit 0,5 mi2) en surfaces aquatiques.

## Source
- (en) Cet article est partiellement ou en totalité issu de l’article de Wikipédia en anglais intitulé « Defiance, Ohio » (voir la liste des auteurs).

1. ↑  (en) « Population and Housing Unit Estimates » (consulté le 21 mai 2020)
2. ↑  (en) « Census of Population and Housing », Census.gov (consulté le 4 juin 2015)